# Тетания
Тетани́я (др.-греч. τέτανος — натяжение, напряжение, судорога) — медицинский термин, обозначающий непроизвольные болезненные сокращения мышц, которые могут быть вызваны болезнью или другими состояниями, которые увеличивают потенциал действия частоты мышечных клеток или нервов, иннервирующих их. В широком смысле тетания включает в себя ассоциированные сенсорные нарушения.
Мышечные судороги, вызванные столбняком, не классифицируются как тетания.
Приступы тетании варьируются от умеренных симптомов, которые включают в себя периферические и дистальные парестезии, гипервентиляцию, сопровождающиеся одышкой, сердцебиение, головокружение, тошноту и карпопедальный спазм, до более серьёзных симптомов, угрожающих жизни, таких как генерализованные судороги, потеря сознания, ларингоспазм, ишемии миокарда и аритмии.
В акушерстве как отдельное патологическое состояние выделяется тетания беременных, возникающая в I триместре беременности.

## Причины
- Обычно причиной тетании является отсутствие кальция. Избыток фосфата (высокое соотношение фосфат-кальций) также может вызвать спазмы[4][5].
- Недостаток паращитовидной железы может привести к тетании.
- Низкие уровни углекислого газа вызывают тетанию, изменяя связывание альбумина с кальцием, так что ионизированная (физиологически влияющая) фракция кальция снижается. Одной из распространённых причин низких уровней углекислого газа является гипервентиляция[6].
- Низкий уровень магния может привести к тетании.
- Токсин Clostridium tetani посредством ингибирования глицин-опосредованной и ГАМК-эргической нейротрансмиссии может привести к судорогам, но это не является тетанией.
- Синдром Конна[7].

## Лечение
Лечение основного заболевания, вызвавшего тетанию, является обязательным.